# 古出来
- 日本 > 愛知県 > 名古屋市 > 東区 > 古出来
- 日本 > 愛知県 > 名古屋市 > 千種区 > 古出来

古出来（こでき）は、愛知県名古屋市東区と千種区にある町名。現行行政地名は古出来一丁目から古出来三丁目。住居表示実施済み。

## 地理
名古屋市東区の北東部、千種区の北西部に位置し、東に千種区萱場と北千種、西に東区出来町、南に千種区松軒、北に東区矢田南と接する。東区側は一丁目から三丁目、千種区側は一丁目と三丁目（一丁目は鉄道敷地部分のみ）が存在する。

## 歴史
江戸期は名古屋城下続きの1町で、名古屋新田に所属していた。

### 町名の由来
はじめ古町屋と呼ばれ、寛文年間に出来町と改称された。元禄15年（1702年）に西隣に新出来町が成立したため、「古」を冠したものである。

### 沿革

#### 古出来町
- 1878年（明治11年）12月28日 - 古出来町・古出来南裏町・古出来北小路・古出来北裏町・古出来稲荷小路が合併し、名古屋区古出来町となる[8]。
- 1880年（明治13年）11月6日 - 西春日井郡古出来町を合併[8]。
- 1889年（明治22年）10月1日 - 市制施行に伴い、名古屋市古出来町となる[8]。
- 1908年（明治41年）4月1日 - 行政区設置に伴い、東区所属となる[8]。
- 1938年（昭和13年）1月25日 - 新出来町の一部を編入[8]。
- 1946年（昭和21年）4月15日 - 一部が千種区へ編入され、同区古出来町が成立[8][9]。
- 1979年（昭和54年）5月5日
  - 東区古出来町の一部が同区古出来二〜三丁目・出来町三丁目・矢田南一〜二丁目となる[8]。
  - 千種区古出来町の一部が同区古出来三丁目・萱場一丁目となる[9]。
- 1980年（昭和55年）11月23日
  - 東区古出来町の一部が同区松軒一丁目・古出来一丁目となり、一部を古出来三丁目・出来町三丁目へ編入[8]。
  - 千種区古出来町の残部が同区松軒二丁目・古出来三丁目となり廃止[10][9]。
- 1981年（昭和56年）9月13日 - 東区古出来町の残部が同区大松町・出来町二丁目となり廃止[11][8]。

#### 古出来
- 1979年（昭和54年）5月5日 - 東区古出来町・矢田町の各一部より同区古出来二〜三丁目が[8]、千種区萱場町・古出来町の各一部より同区古出来三丁目が成立[9]。
- 1980年（昭和55年）11月23日
  - 東区弦月町・古出来町・新出来町の各一部より、同区古出来一丁目が成立。東区古出来町の一部を同区古出来三丁目へ編入[8]。
  - 千種区松軒町の一部（鉄道敷地部分のみ）より、同区古出来一丁目が成立。千種区萱場町・北千種町・弦月町・古出来町の各一部を同区古出来三丁目へ編入[9]。

## 世帯数と人口
2019年（平成31年）1月1日現在の世帯数と人口は以下の通りである。
| 区     | 丁目         | 世帯数  | 人口    |
| ------ | ------------ | ------- | ------- |
| 千種区 | 古出来三丁目 | 356世帯 | 638人   |
|        |              |         |         |
| 東区   | 古出来一丁目 | 267世帯 | 553人   |
| 東区   | 古出来二丁目 | 154世帯 | 342人   |
| 東区   | 古出来三丁目 | 17世帯  | 26人    |
| 東区   | 東区 計      | 438世帯 | 921人   |
|        |              |         |         |
| 計     | 計           | 794世帯 | 1,559人 |

## 学区
市立小・中学校に通う場合、学校等は以下の通りとなる。また、公立高等学校に通う場合の学区は以下の通りとなる。なお、小学校は学校選択制度を導入しておらず、番毎で各学校に指定されている。
| 区     | 丁目         | 小学校                                    | 中学校               | 高等学校 |
| ------ | ------------ | ----------------------------------------- | -------------------- | -------- |
| 東区   | 古出来一丁目 | 名古屋市立明倫小学校                      | 名古屋市立桜丘中学校 | 尾張学区 |
| 東区   | 古出来二丁目 | 名古屋市立明倫小学校                      | 名古屋市立桜丘中学校 | 尾張学区 |
| 東区   | 古出来三丁目 | 名古屋市立矢田小学校                      | 名古屋市立矢田中学校 | 尾張学区 |
| 千種区 | 古出来三丁目 | 名古屋市立大和小学校 名古屋市立上野小学校 | 名古屋市立振甫中学校 | 尾張学区 |

## 交通
- 愛知県道215号田籾名古屋線（出来町通）
- 名古屋市道名古屋環状線
- 基幹バス 古出来町バス停

## 施設
- 碧海信用金庫 ナゴヤドーム前支店
- 須佐之男神社
- 正覚寺
- 古出来公園

1986年（昭和61年）11月1日供用開始。
- 古出来南どんぐりひろば[15]

## その他

### 日本郵便
- 集配担当する郵便局は以下の通りである[16]。

| 区     | 町丁   | 郵便番号 | 郵便局         |
| ------ | ------ | -------- | -------------- |
| 東区   | 古出来 | 461-0049 | 名古屋東郵便局 |
| 千種区 | 古出来 | 464-0085 | 千種郵便局     |